# 交響曲第59番 (ハイドン)
交響曲第59番 イ長調 Hob. I:59 は、フランツ・ヨーゼフ・ハイドンが作曲した交響曲。『火事』（独: Feuersymphonie）の愛称で知られる。

## 成立
いわゆるハイドンの「シュトゥルム・ウント・ドラング（疾風怒濤）期」の交響曲に属するが、同時期の第41番や第65番と並び、娯楽性の高い作品になっている。
自筆原稿は残っていないが、1769年と記された筆写譜があり、H.C.ロビンス・ランドンは1766年から1768年の間に作曲されたと考えている。この交響曲には緩徐楽章にオーボエとホルンが登場するが、ソーニャ・ゲルラッハ（Sonja Gerlach）によれば、1767年以前のハイドンの交響曲の緩徐楽章では弦楽器のみを使用しているため、1768年頃の作品であると考えている。

### 愛称の由来
『火事』という愛称は、ハイドンの他の多くの交響曲と同様にハイドン本人によるものではない。
ある筆写譜には「1774年にエステルハーザでカール・ヴァール（Karl Wahr）一座によって劇『火事』が上演されたときに、その付随音楽として作曲された」と書かれている。1774年にエステルハーザで『大火事』（Die Feuersbrunst, Hob. XXIXb:A）という劇が上演されたのは事実だが、上記の年代と矛盾するためにこの記述は疑わしい。ただし曲の特徴から、この交響曲の少なくとも一部分が劇付随音楽に由来する可能性は高い。

## 楽器編成
オーボエ2、ホルン2、第1ヴァイオリン、第2ヴァイオリン、ヴィオラ、低音（チェロ、ファゴット、コントラバス）

## 曲の構成
全4楽章、演奏時間は約24分。
- 第1楽章 プレスト
イ長調、4分の4拍子、ソナタ形式。
お使いのブラウザーでは、音声再生がサポートされていません。音声ファイルをダウンロードをお試しください。
第1主題はオクターヴ降下する特徴的な音型で勢いよくはじまるが、途中で  になっていったん止まる[3]。その後、何事もなかったかのように再開する。また、提示部の終わりも  になる。

- 第2楽章 アンダンテ・オ・ピウ・トスト・アレグレット
イ短調、4分の3拍子、ソナタ形式。
お使いのブラウザーでは、音声再生がサポートされていません。音声ファイルをダウンロードをお試しください。
弦楽器のみで開始され、途中でハ長調のなめらかな第2主題に転じる。97小節目からイ長調に変わり、ここで初めてオーボエとホルンが加わって第2主題（カンタービレと書かれている）が演奏される。途中でホルンによる  のファンファーレが突然現れるが、すぐに消えてそのまま長調で終わる。

- 第3楽章 メヌエット - トリオ
イ長調 - イ短調、4分の3拍子。
お使いのブラウザーでは、音声再生がサポートされていません。音声ファイルをダウンロードをお試しください。
お使いのブラウザーでは、音声再生がサポートされていません。音声ファイルをダウンロードをお試しください。
メヌエットの動機は第2楽章の第1主題と共通する。トリオはイ短調に転じ、弦楽器のみで演奏される。

- 第4楽章 アレグロ・アッサイ
イ長調、2分の2拍子（アラ・ブレーヴェ）、ソナタ形式。
お使いのブラウザーでは、音声再生がサポートされていません。音声ファイルをダウンロードをお試しください。
ホルンによる出だしは、ずっと後の第103番『太鼓連打』の終楽章との類似が指摘される[1]。